# 池田真朗
池田 真朗（池田 眞朗、いけだ まさお、1949年5月11日 - ）は、日本の法学者。専門は民法。学位は、博士（法学）（慶應義塾大学・論文博士・1993年）。慶應義塾大学名誉教授。退職後、武蔵野大学教授、副学長を歴任。現同大学院法学研究科長。東京都出身。著作に「スタートライン民法総論」、「民法はおもしろい」等。2012年、私立大学の法律学者としては初の紫綬褒章受賞。

## 人物
債権譲渡の研究で有名。2002年、『債権譲渡の研究』と『債権譲渡法理の展開』（債権譲渡の研究第2巻）で全国銀行学術研究振興財団賞受賞。「債権譲渡の研究」（論文集全4巻が対象）で2010年度福澤賞を受賞。その他、1995年から2001年には国際連合国際商取引法委員会国際契約実務作業部会日本政府代表として国際連合国際債権譲渡条約作成に関与。国内では、11年間司法試験考査委員を務め（旧司法試験第2次試験考査委員を9年、新司法試験考査委員〔民法主査〕を2年）、債権譲渡特例法、動産債権譲渡特例法、電子記録債権法の制定に関与した。
　もともと石川啄木や萩原朔太郎に傾倒していた文学青年であり、星野英一（東京大学名誉教授）により、「日本語のセンス」が良いという理由で私立大学では唯一民法典現代語化研究会委員に選ばれた。
　著書『民法への招待』はクメール語に全訳され、カンボジアの法学教育に貢献。同翻訳本は「日本・カンボジア法律家の会」によってプノンペン大学やカンボジア裁判官養成所等に寄贈されたが、現在は自身のドメインmasaoikeda.comで一般に公開されている。
　本名は眞朗。三田文学への寄稿等では眞朗の表記を使用している。
武蔵野大学法学部に着任後は、「新世代法学部の創生」をテーマに武蔵野大学の学力および知名度の向上に努めている。
趣味はテニス・野球（埼玉西武ライオンズのファンである）・ゴルフ等。

## 経歴
- 1968年 - 開成高等学校卒業
- 1973年 - 慶應義塾大学経済学部卒業
- 1975年 - 慶應義塾大学大学院法学研究科修士課程修了、 慶應義塾大学法学部助手
- 1978年 - 慶應義塾大学大学院博士課程単位取得退学、慶應義塾大学法学部専任講師
- 1983年 - 慶應義塾大学法学部助教授
- 1989年 - 慶應義塾大学法学部教授
- 1991年 - 不動産鑑定士試験試験委員
- 1992年 - フランス国立東洋言語文明研究所招聘教授
- 1993年 - 慶應義塾大学より博士（法学）の学位を受く（学位論文「債権譲渡の研究」）
- 1995年 - 国際連合国際商取引法委員会（UNCITRAL）国際契約実務作業部会日本政府代表
- 1996年 - 司法試験考査委員（民法）
- 2004年 - 慶應義塾大学大学院法務研究科教授（法学部教授と兼任）
- 2005年 - 新司法試験考査委員（民法主査）
- 2006年 - 日本学術会議会員
- 2010年 - ABL協会理事長
- 2012年 - 紫綬褒章受章[5]
- 2015年 - 慶應義塾大学退任後、武蔵野大学法学部長に就任
- 2017年 - 武蔵野大学副学長に就任（法学部長兼任）
- 2023年 - 春の叙勲において瑞宝中綬章受章[1][6]

## 著作
- 『プレステップ法学』（弘文堂、2009年、第4版2020年）
- 『スタートライン債権法』（日本評論社、1995年、第7版2020年）
- 『スタートライン民法総論』（日本評論社、2006年、第3版2018年）
- 『新標準講義民法債権総論』（慶應義塾大学出版会、2009年、全訂3版2019年）
- 『新標準講義民法債権各論』（慶應義塾大学出版会、2010年、第2版2019年）
- 『法の世界へ』共著（有斐閣、1996年、第8版2020年）
- 『民法III―債権総論』共著（有斐閣、1988年、第4版2018年）
- 『民法への招待』（税務経理協会、1997年、第5版2018年）
- 『判例学習のAtoZ』編著（有斐閣、2010年）
- 『債権譲渡の研究』（弘文堂、1993年、増補2版2004年）
- 『債権譲渡法理の展開』（債権譲渡の研究 第2巻：弘文堂、2001年）
- 『新しい民法―現代語化の経緯と解説』編著（有斐閣、2005年）
- 『キャンパスの歌』（慶應通信、1989年）
- 『キャンパス万華鏡』（文芸社、1999年）
- 『民法 Visual Materials』編著（有斐閣、2008年、第2版2017年）
- 『現代民法用語辞典』編著（税務経理協会、2008年）
- 『解説電子記録債権法』共編著（弘文堂、2010年）
- 『債権譲渡の発展と特例法』（債権譲渡の研究 第3巻：弘文堂、2010年）
- 『債権譲渡と電子化・国際化』（債権譲渡の研究 第4巻：弘文堂、2010年）
- 『ボワソナードとその民法』（慶應義塾大学出版会、2011年、増補版2021年）
- 『民法（債権法）改正の論理』共編著（新青出版、2010年）
- 『民法はおもしろい』（講談社現代新書、2012年）

他

## 門下生
- 片山直也
- 武川幸嗣
- 北居功
- 北澤安紀
- 鈴木清貴
- 金安妮
- 塩澤一洋

## 早慶合同ゼミ
慶應義塾大学法学部の池田真朗研究会では早稲田大学法学部の鎌田薫ゼミと1986年から2013年まで毎年、合同ゼミを行っていた。